# كنيسة العائلة المقدسة (البيرة)
كنيسة العائلة المقدسة  أو كنيسة القديسة ماريا الأبرشية أو كنيسة الافتقاد، تقع وسط مدينة البيرة (فلسطين) إلى الشمال من الجامع العمري، حيث أن جدارها الجنوبي ملاصق لجدار المسجد الشمالي.

## تاريخ الكنيسة
ذكرت الكنيسة لأول مرة في ايلول عام 1128، عندما كانت البيرة والقرى المجاورة المحيطة تحت سيطرة كنيسة القيامة، من قبل البابا هونريوس الثاني متزامناً مع انسيلم (anselm) كاهن البيرة في ذلك العهد، وكانت الكنائس الأبرشية بالبيرة وبيت سوريك مثلا تبنى في مناطق اللاتين، وتتبع مباشرة تحت سيطرة كهنة كنيسة القيامة وإلى بطريرك القدس املريك (amalric 1168-1169)، وإلى البابوات كل من (ألكسندر الثالث 1170 ـ Alexander III) (ولويكس الثالث 1182 lucius III) (وسليستن الثالث 1196، celenstine III).
عام 1172 ذكر الحاج الألماني ثيودريك (theodoric) أن كنيسة البيرة كرست إلى القديسة ماريا (ST.mary) وذكر أيضا انه وبالقرب من الكنيسة يوجد حجر متقاطع يرتفع سبع درجات، حيث أن الحجاج كانوا يتسلقونه من أجل مشاهدة برج داود بالقدس. الذي يقع على بعد أربعة اميال إلى الجنوب من الكنيسة. إن دل ما ذكره الحاج الألماني ثيودوريك فانه يدل على ان ثيودوريك لم يزر البيرة نهائيا ذلك كونه من المستحيل رؤية برج داود بالقدس من البيرة، حتى لو كانت تلك الصخرة تعلو أكثر من 30 متراً، وذلك كون الطبيعة الطبغرافية تجعل من الصعب والمستحيل رؤية البرج بالقدس من البيرة، وبالتحديد من ذلك المكان الذي ذكره ثودوريك. هذه الحادثة تدل أيضاً على ان المؤرخين والآثاريين قد تناقلوا القصة عن ثيودوريك دون التأكد من مصداقيتها. ومن ذلك المكان الذي ذكره ثيودوريك يمكن فقط رؤية مقام النبي صموئيل، وبالتالي وإذا افترضنا ان ثيودوريك زار البيرة فانه لربما خلط بين برج داود بالقدس ومقام النبي صموئيل.
عام 1195 ربما حولت الكنيسة إلى مسجد بعد ان استعاد صلاح الدين الايوبي البيرة. وفي القرن الرابع عشر كان شائعاً بين اللاتين أن الكنيسة بنيت فوق المكان الذي فقدت فيه العائلة المقدسة ابنها عيسى أثناء سفرهم ما بين القدس والناصرة. وذكر لنا باجاتي (Bagatti) بأن حاجاً غير معروف، ذكر بان الكنيسة كرست إلى سانت ماريا ( مريم العذراء )، وهناك فقدت مريم ابنها المسيح، ويعتمد بعض الأثريين والمؤرخين مثل Denys pringle على الكتاب المقدس لتأكيد الحادثة، وذلك من خلال ما ذكر في إنجيل لوقا الاصحاح الثاني آية 41 - 46.
وصف (Barbone morosini) في القرن السادس عشر (1514م) الكنيسة حيث كانت الجدران بحالة جيدة، ما عدا تدمير في السقف في القرن السابع عشر ذكر (Domenico laffi) ان معظم اجزاء الكنيسة متهدمة، إضافة إلى ان هناك نجمة تخص الفرقة التي كانت بالكنيسة، وفي الوقت ذاته ذكر الاب كورسيم (Quaresim) ان القرية مدمرة وكان سكانها عدد قليل من السكان أيضا في القرن السابع عشر قيل ان الكنيسة بنيت من قبل الامبراطورة هيلينا (Helena) وذكر كتويك (Jan,kootwyk) كلا القصتين حول الكنيسة قصة الافتقاد والعائلة المقدسة، وقصة الامبراطورة هيلينا، واثناء زيارته للكنيسة شاهد جزء من الرخام مدفون، وهو عبارة عن حوض المعمودية عمل على شكل صليب، ويقع في الجناح الجنوبي من الكنيسة.
في القرن التاسع عشر (1885م) وصف الراهب بيرنالدو (Perinaldo) الذي زار الأرض المقدسة، ووصف الكنيسة ولا سيما الجدران الخارجية التي اوصلها بالسقف من خلال إجراء رفع معماري للمبنى، واعادة تصوير للبناء كذلك، وصف الحجارة ذات الشكل المربع.
معظم بقايا الكتيسة بقيت محافظة على شكلها حتى الحرب العالمية الأولى، عندنا هدمها الجيش التركي من اجل بناء جسر حجري.

## الطراز الرومانسكي في كنيسة البيرة
استخدم الطراز الرومانسكي (Romanaesque style) في كنيسة مدينة البيرة، وهذا الطراز استخدم في الكنائس التي بناها الصليبيون في بداية القرن الثاني عشر قبل الميلاد، تطور هذا النمط المعماري في أوروبا في القرنين التاسع والعاشر الميلاديين، ووصل ذروته بدرجة عالية من التقدم في القرنين الحادي عشر وبداية القرن القاني عشر في مملكة بيت المقدس.

## تخطيط كنيسة البيرة
ذات شكل مستطيل ابعاده (22م×34م-37م) وتتكون من اجنحة جانبية على طول امتداد البناء، يفضلها عن صحن الكنيسة اعمدة أو ساريات حجرية، في الجهة الشرقية حيث ثلاث حنيات نصف دائرية (أو محاريب) تختفي عن خارجها في سماكة الجدار، بحيث تكون الحنية الوسطى هي الأوسع بينما تكون الحنيتين الاخريين اقل اتساع، وقد بنيت تلك الحنيات من حجارة مدقوقة بشكل جيد.

## وصف البقايا المعمارية للكنيسة
تعرضت الكنيسة إلى عوامل تدمير متعددة منها عوامل النشاط الإنساني بالإضافة إلى العوامل الجوية من انهيارات وانجرافات وتعرية وبالتالي فقد تهدم الكثير من اجزائها وظلت بعض اساساتها قائمة منها:
""المدخل"": يتوسط الجهة الغربية من الكنيسة، وكان في الثلاثينات والاربعينات محافظ على شكله، اما حجارته فكانت متفككة وايلة للسقوط، ولكن من السهل إعادة بنائها والمحافظة على المدخل من خلال البقايا المعمارية التي ما زالت ظاهرة، فان المدخل كان على طرفيه عمودين أو دعامتين يعلوهما قوس يتقدم الباب أو المدخل، وربما كان يصعد إلى مدخل الكنيسة من خلال درجات وينزل إلى فناء الكنيسة عبر درج مكون من ثلاث درجات بعرض 240 سم وارتفاعه متفاوت ما بين (20سم - 30 سم)، وبني الدرج من حجارة مشذبة. ومدقوقة بشكل جيد، ويوجد هنالك درجة رابعة على نفس الارتفاع والسمك والاتجاه وعلى الاغلب انها ليست درجة كون نمط البناء الذي بني فيه الدرج يختلف عن الدرجة الرابعة، التي بنيت من حجارة شبه منتظمة، في حين ان الدرجات الأخرى بنيت من حجارة منظمة الشكل، وقد وضعت القصارة والملاط بينها.

## أرضية الكنيسة
قطعت أرضية الكنيسة بالصخر، وبالتالي ظهر تفاوت في مستوى سطح الأرض، وذلك حسب خصائص الصخر ومكوناته، في البداية رصفت الارضية ببلاطات حجرية ذات سطح املس بأحجام متفاوتة. منها 30سم×30سم-40سم×35سم، وذلك لتسوية الارضية قبل وضع البلاط، الذي كان يغطي بدوره ارضية الكنيسة والذي لم يبق من اثره شيء.

## الجدران

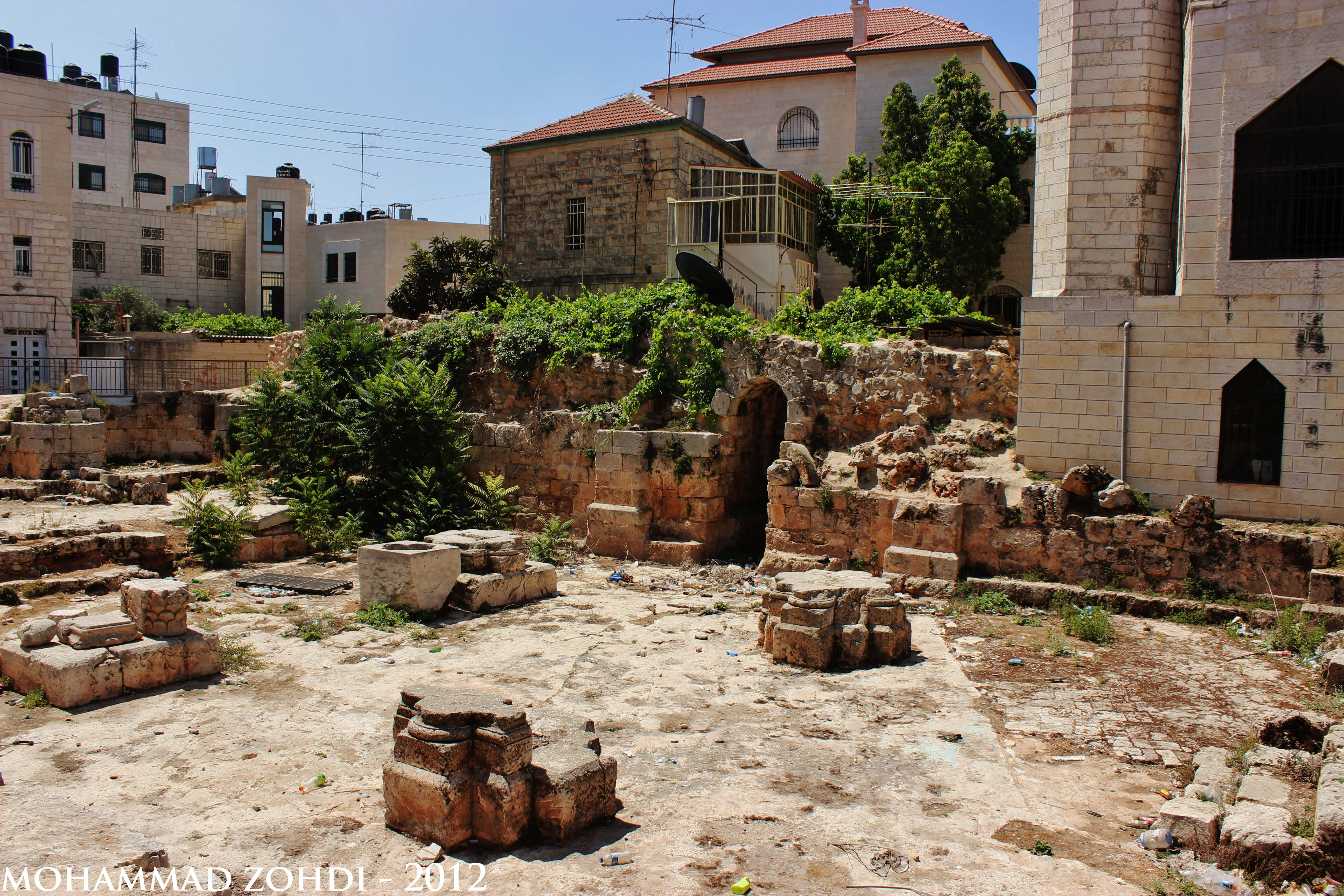
آثار كنيسة العائلة المقدسة 2012 البيرة

بنيت جدران الكنيسة من الحجارة المدقوقة بشكل جيد، ولا سيما الجدران الداخلية منها، بينما الجدران الخارجية، ومن خلال الجدار الجنوبي الذي مازال هو الوحيد قائماً، فقط بني من حجارة غير مشذبة، وخشنة بأحجام مختلفة ووضعت بينهما حجارة صغيرة لتثبيت الحجارة الكبيرة.
غطيت الجدران بطبقة من القصارة، وقد زينت القصارة بزخارف وعلامات اشبه بغصن النخيل وقد ظهرت تلك الزخارف في البناية المركزية (الخان) وكذلك في مقام الشيخ شبان، وفي فترة لاحقة غطيت الجدران بطبقة أخرى من القصارة البيضاء، ثم عملت عليها رسومات ما زالت بقاياها ظاهرة بالكنيسة، ولا سيما بالجهة الجنوبية، وبالتحديد بالزاوية الغربية الجنوبية، وقوام تلك الزخارف خطوط من الدهان ذات اللون الأحمر والضارب إلى اللون البني، إضافة إلى رسومات اشبة باوراق نباتية، واشكال لولبية.
على جوانب الجدران عملت مقاعد تحيط بدورها الكنيسة، بعضها قطع بالصخر اثناء قطع الارضية، والبعض الآخر عمل من حجارة ذات احجام ضخمة، وترتفع تلك المقاعد عن الارضية الحالية من (30-40سم) وعرضها (35-45سم) أي انها متفاوتة الابعاد. تبرز الدعامات والاعمدة عن الجدران الداخلية، التي كان يستند عليها السقف، فتح في الجهة الجنوبية باب يعلوه عقد نصف دائري، وقد بني من حجارة مشذبة.

## الجرسية
على يسار الدرج يوجد برج الجرسية، ويبعد عن زاوية الكنيسة الشمالية الغربية 430سم، وتتكون قاعدة البرج (برج الرجرسية) من مربع ابعاده 140سم × 140سم يصعد اليه من خلال درحة ترتفع عن ارضية الكنيسة 30سم، وبعرض 66سم، ويبدو أن برج الجرسية كان يصعد إليه من خلال درج حجري لولبي.

## السقف
من خلال الصور التي التقطت للكنيسة على فترات زمنية مختلفة فان سقف الكنيسة كان مستويا، والاجنحة الجانبية سقوفها دون اختلاف عقود متقاطعة. أما صحن الكنيسة ربما عقد أو سقف من عقود متقاطعة أو عقد طويل مدبب، ويظهر أيضا ان الاجنحة تقل في ارتفاعها عن سائر الكنيسة. ثم فتح مناور (شبابيك) في جدران الكنيسة التي ترتفع عن الجناح كي تجعل الضوء أو أشعة الشمس تصل إلى صحن الكنيسة، يستند السقف بدوره على دعامات أو أعمدة، وهي بارزة عن الجدان الداخلية. أما الدعامات بالوسط فكانت قواعدها على شكل مربع، ثم تنطلق من منتصف اضلاع المربع أنصاف دوائر تشكل بدورها قواعد للأعمدة الملاصقة بالدعامة، والتي تستند عليها العقود المدببة، وتتقاطع تلك العقود مع عقود دعامات أخرى لتشكل العقود المتقاطعة. بعض تلك الاعمدة كان يعلوها تيجان بأشكال مختلفة، وزخارف متنوعة منها ورق الاكانثس، واشكال لولبية حلزونية، بعضها بها ورقة الاكنثس يتوسط الورقة خطين متوازيين غائرين، وفي كلا الحالتين، فإن ورقة الاكنثس محورة عما كانت عليه في الفترات السابقة.

## النظام المائي في الكنيسة
في الجهة الجنوبية من منتصف الجدار عثر على قناة فخارية عملت داخل الجدار قطر تلك القناة من 6-7 سم، وقد غطيت ببلاطات حجرية، وتمتد باتجاه الشمال حيث تصب بدورها في بئر ماءء وقد بني باب البئر من حجارة مدقوقة ومشذبة، اما ابعاد الباب 144 سم × 54سم وبعمق 40سم، حيث يبدأ القطع الصخري الذي يشكل البئر، وفي الزاوية الجنوبية الشرقية منه تظره فتحة القناة الفخارية التي تزود البئر بالمياه من السطح، ويمكن الافتراض بأن سطح الكنيسة كان مستويا، على الأقل سطح الأجنحة.
قطع البئر بالصخر وبعمق 6 متر تقريباً، شكل القطع غير منتظم. أرضية البئر يوجد بها النفايات والمياه، في الجهة الغربية حيث يظهر جدار مبني من حجارة يبدأ من أرضية البئر وحتى سطح أرضية الكنيسة ويشكل هذه الجدار قاعدة إحدى الدعامات التي يستند عليها سقف الكنيسة وبجانب تلك الدعامات يوجد حوض التعميد ذا الشكل المربع 120سم × 120سم ويتوسط حجرة الحوض، حوض اخر على شكل صليب.